# Katrine Boorman
Pour les articles homonymes, voir Boorman.
Katrine Boorman, née le 6 août 1958 à Londres, est une actrice britannique.
Fille du réalisateur John Boorman, elle joue dans plusieurs de ses films, comme Excalibur et Hope and Glory. Elle incarne ensuite plusieurs rôles dans des films français, comme Camille Claudel, Gazon maudit avec sa sœur Telsche,  Pédale douce, Moi César, 10 ans ½, 1m39 en 2003 ou encore Marie-Antoinette en 2006.

## Filmographie

### Réalisatrice
- 2012 : Mon père à moi (Me and me Dad), documentaire moyen métrage. Film présenté au Festival de Cannes 2012 dans la section Cannes Classics[1].

### Actrice
- 1981 : Excalibur : Ygraine
- 1984 : Nemo d'Arnaud Sélignac : Duchka
- 1984 : Marche à l'ombre de Michel Blanc : Katrina
- 1984 :  Paris vu par... 20 ans après - segment Paris-Plage de Vincent Nordon
- 1985 : Le Mariage du siècle : Clarisse
- 1988 : Camille Claudel de Bruno Nuytten : Jessie Lipscomb
- 1988 : Ada dans la jungle de Gérard Zingg : Eva
- 1995 : Gazon maudit de Josiane Balasko : Emily Crumble
- 1996 : Pédale douce : Ingrid
- 1997 : Un amour de sorcière : Rita
- 1997 : Le bonheur est un mensonge de Patrick Dewolf (téléfilm) : Rosemary
- 2003 : Moi César, 10 ans ½, 1m39 de Richard Berry : la mère de Sarah
- 2006 : Marie-Antoinette : la duchesse anglaise